# Hyssna församling
Hyssna församling är en församling i Marks och Kinds kontrakt i Göteborgs stift. Församlingen ligger i Marks kommun i Västra Götalands län och ingår i Sätila pastorat.

## Administrativ historik
Församlingen har medeltida ursprung.
Församlingen är annexförsamling i pastoratet Sätila och Hyssna som till 1693 även omfattade Tostareds församling.

## Kyrkor
- Hyssna kyrka
- Hyssna gamla kyrka